# Signmyrocket.com
Signmyrocket.com est un site Web de financement participatif qui propose aux gens de payer pour que leurs messages soient écrits sur des munitions et des équipements utilisés par les forces armées ukrainiennes lors de l'invasion russe de l'Ukraine. Pour un don allant de un à plusieurs milliers de dollars, les soldats ukrainiens écrivent un message au feutre indélébile sur les munitions et envoient au client une photo ou une vidéo de l'obus tiré sur les forces armées russes . Les dons sont envoyés au Centre d'assistance à l'armée, aux anciens combattants et à leurs familles, qui achète du matériel pour les forces armées ukrainiennes,,,.
Cette plateforme de financement participatif a débuté en mai 2022 sur une chaîne Telegram créée par l'étudiant ukrainien en informatique Anton Sokolenko. En juillet 2022, un site web est créé pour faciliter l'accès aux clients internationaux, optimiser les processus et de faire évoluer le projet.
Le 8 décembre 2022, le site Web avait levé plus de 750 000 $ et acheté 77 voitures, 55 drones et 27 modules Starlinks.